# Ludwig Stier
Ludwig Stier (ur. 11 października 1895, zm. 5 września 1947 w Landsberg am Lech) – kapitan Wehrmachtu, dowódca kompanii wartowniczej w hitlerowskim kompleksie obozowym Mauthausen-Gusen i zbrodniarz wojenny.
Z wykształcenia nauczyciel. Do NSDAP wstąpił 1 marca 1932. Od 26 sierpnia 1939 do czerwca 1944 Stier był członkiem Wehrmachtu, w którym dosłużył się stopnia kapitana. W czerwcu 1944 został dowódcą kompanii wartowniczej w Wiener-Neudorf – podobozie Mauthausen-Gusen. Kierował ewakuacją więźniów z tego podobozu do głównego obozu w Mauthausen w dniach 2–12 kwietnia 1945. Już przed rozpoczęciem ewakuacji Stier rozkazał rozstrzeliwać więźniów niezdolnych do dalszego marszu. Następnie osobiście mordował lub nakazywał mordować strażnikom więźniów w trakcie drogi do Mauthausen.
Ludwig Stier został po zakończeniu wojny osądzony przez amerykański Trybunał Wojskowy w Dachau w czwartym procesie załogi Mauthausen-Gusen. Za swoje zbrodnie popełnione podczas marszu śmierci z Wiener-Neudorf skazany został na karę śmierci przez powieszenie i stracony w początkach września 1947 w więzieniu Landsberg.